# 苏联共产党党纲
苏联共产党党纲是苏联共产党为该党和国家制定的有关国内外政治的战略计划。1903年，颁布首个党纲，目标是废除沙皇制并将权力归于无产阶级。第二个党纲颁布于1917年十月革命之后，目标为在俄罗斯建设社会主义。第三个党纲颁布于1961年苏联共产党第二十二次代表大会，目标是二十年内实现共产主义。苏共最后一次在1986年苏联共产党第二十七次代表大会上修订了上一个党纲。